# Максима (група)
Максима бугарска је поп и денс група, основана 2001. године. Групу су чиниле близанци Софија, Весела и Цветелина. Група се распала 2003. године. 

## Дискографија

### Албуми
- (2002)

### Спотови
| Спот | Година | Режисер         |
| ---- | ------ | --------------- |
|      | 2001   | Петјо Картулев  |
|      | 2002   | Николај Скерлев |
|      | 2002   | Николај Скерлев |

### Тв верзије
| Спот | Година | Албума |
| ---- | ------ | ------ |
|      | 2002   | Бомба  |
|      | 2002   | Бомба  |
|      | 2002   | Бомба  |